# Cam Whitmore

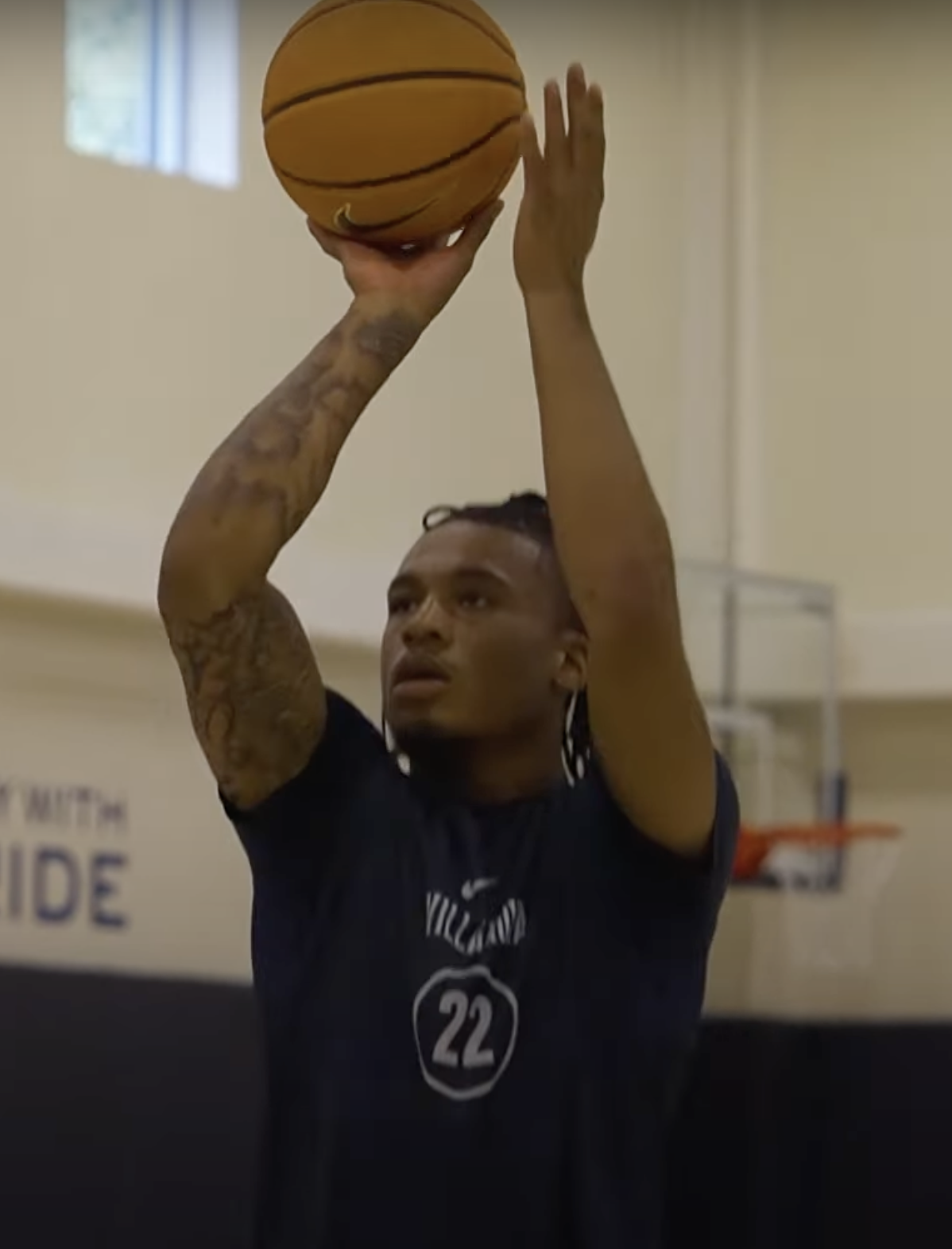
Cam Whitmore, 2023.

Cameron "Cam" Whitmore, född 8 juli 2004 i Odenton i Maryland, är en amerikansk professionell basketspelare (SF) som spelar för Washington Wizards i National Basketball Association (NBA). Han har tidigare spelat för Houston Rockets.
Whitmore draftades av Houston Rockets i första rundan i 2023 års draft som 20:e spelare totalt.
Innan han blev proffs studerade Whitmore vid Villanova University och spelade för deras idrottsförening Villanova Wildcats.